# Cancio (España)
Cancio es una aldea española situada en la parroquia de Barcela, del municipio de Negueira de Muñiz, en la provincia de Lugo, Galicia.

## Historia

### Despoblación
La aldea fue deshabitándose poco a poco tras la construcción del embalse de Salime, a principios de los años 1950, hasta que llegó a despoblarse totalmente. 

### Repoblación
En los años 1980, una pareja que llegó al lugar para participar en la experiencia de la conocida como Comuna de Foxo compró y habitó una de las viviendas, donde todavía residen. En el año 2010 se habitaron otras tres casas. Una de ellas fue adquirida y rehabilitada por los promotores de 27113comuna, s.coop.galega, empresa cooperativa de trabajo asociada creada en el año 2011. La empresa habilitó la propiedad conocida antiguamente como «el caserío de Cancio» y las fincas de alrededor (en total unas 4 ha) para poner en marcha un proyecto de autoempleo que permitiese a las socias establecerse en el lugar y promover mejoras sociales concretas, como la potenciación socioeconómica del rural, el fomento del cooperativismo o el cuidado medioambiental. Para ello, iniciaron su actividad económica, la gestión de un local multiservicios rural, que contempla los siguientes servicios: tienda de productos de artesanía, cultura y alimentación ecológica, restaurante, bar, sala de internet, albergue con capacidad para 8 personas, local social para la realización de actividades, aula de la naturaleza con museo y jardín sensitivo y comestible adaptado para discapacitados. Todas las instalaciones son accesibles para movilidades reducidas. Con la instalación en la aldea de este prometedor proyecto, el lugar volvió a coger vida y ofrecer posibilidades reales para su completa rehabilitación y ocupación.

## Demografía
| Gráfica de evolución demográfica de Cancio entre 2000 y 2020 |
|                                                              |
| Datos según el nomenclátor publicado por el INE.             |